# Kefalonia (Schiff)
Die Kefalonia ist eine Fähre der griechischen Levante Ferries, die 1975 als Venus in Dienst gestellt wurde. Sie wird seit 2018 auf der Strecke von Poros nach Kyllini eingesetzt.

## Geschichte
Die Venus wurde am 10. Dezember 1974 unter der Baunummer 396 bei Naikai Shipbuilding & Engineering in Innoshima (heute ein Teil der Stadt Onomichi) auf Kiel gelegt und am 7. August 1975 an die Higashi Nihon Ferry Company abgeliefert, die sie im Fährdienst vor der Küste Japans einsetzte.
Nach zwanzig Jahren im Dienst wurde die Venus im März 1995 als Kefalonia an die griechische Strintzis Lines verkauft. Nach einem Verkauf der Reederei wurde diese in Blue Star Ferries umbenannt, diese trennte sich jedoch von der Strecke nach Kefalonia. Die Strecke von Kyllini über Ithaka nach Kefalonia wurde von der neugegründeten Strintzis Lines bedient. Ab Dezember 2011 lag das Schiff ungenutzt in Drapetsona, ehe es im März 2013 als Nissos Kefalonia an die Nachfolgegesellschaft Kefalonia Lines verkauft wurde. Seit April 2013 war die Nissos Kefalonia zwischen Kyllini, Argostoli und Poros im Einsatz.
2018 wurde das Schiff und die Strecke von der Levante Ferries übernommen, die bisher nur Zakynthos bediente. Nach Überholungsarbeiten in Piräus nahm es im selben Jahr unter dem alten Namen Kefalonia den Dienst von Poros nach Kyllini für den neuen Eigner auf.